# Janet Novás
María Janet Novás Rodríguez (O Porriño, 1982), coneguda com Janet Novás, és una ballarina i actriu gallega. En 2024 va guanyar el premi Goya a la millor actriu revelació.

## Trajectòria
Es va formar en dansa contemporània en Madrid, Brussel·les i Berlín. En 2001 es va instal·lar a Madrid i des de 2008 ha creat coreografies en diferents festivals de dansa i arts escèniques d'Europa i Amèrica. Ha col·laborat en espectacles amb Mercedes Peón i amb la companyia Voadora de Marta Pazos. También se dedica a la enseñanza de la danza.
Com a actriu, Novás va debutar com a protagonista en O corno, dirigida per Jaione Camborda, que va guanyar la Conquilla d'Or a la millor pel·lícula al Festival Internacional de Cinema de Sant Sebastià 2023. Pel seu paper en la pel·lícula va guanyar el Premi Goya a la Millor Actriu Revelació el 2024.

## Filmografia

### Pel·lícules
- O corno (2023)

## Premis i nominacions
Premis Goya
| Any  | Categoria               | Obra    | Resultat  |
| ---- | ----------------------- | ------- | --------- |
| 2024 | Millor Actriu Revelació | O corno | Guanyador |